# Bahnstrecke Le Locle–Les Brenets
| Bahnhof Les Brenets mit Triebwagen 5 |                     |                              |                              |
| Streckennummer (BAV): | 233                 |                              |                              |
| Fahrplanfeld: | 224                 |                              |                              |
| Streckenlänge: | 4,24 km             |                              |                              |
| Spurweite: | 1000 mm (Meterspur) |                              |                              |
| Stromsystem: | 1500 V =            |                              |                              |
| Maximale Neigung: | 30 ‰                |                              |                              |
| Streckengeschwindigkeit: | 55 km/h             |                              |                              |
| |                     |                              |                              |
| \| \| \| von La Chaux-de-Fonds \| \| \| \| −0.12 \| Le Locle \| 946 m ü. M. \| \| \| \| nach Le Locle-Col-des-Roches \| \| \| \| 0,47 \| Le Locle Le Chalet \| 945 m ü. M. \| \| \| \| Petits-Monts (721 m) \| \| \| \| 1,58 \| Les Frêtes \| 932 m ü. M. \| \| \| \| Raya (36 m) \| \| \| \| \| Châtelard (299 m) \| \| \| \| 4,12 \| Les Brenets \| 873 m ü. M. \| |                     |                              |                              |
| Strecke |                     | von La Chaux-de-Fonds        | von La Chaux-de-Fonds        |
| Bahnhof | −0.12               | Le Locle                     | 946 m ü. M.                  |
| Abzweig geradeaus und nach links |                     | nach Le Locle-Col-des-Roches | nach Le Locle-Col-des-Roches |
| Haltepunkt / Haltestelle | 0,47                | Le Locle Le Chalet           | 945 m ü. M.                  |
| Tunnel |                     | Petits-Monts (721 m)         | Petits-Monts (721 m)         |
| Haltepunkt / Haltestelle | 1,58                | Les Frêtes                   | 932 m ü. M.                  |
| Tunnel |                     | Raya (36 m)                  | Raya (36 m)                  |
| Tunnel |                     | Châtelard (299 m)            | Châtelard (299 m)            |
| Kopfbahnhof Streckenende | 4,12                | Les Brenets                  | 873 m ü. M.                  |

Die Bahnstrecke Le Locle–Les Brenets, im Volksmund französisch Le Régional ‚Die Regionale‘, ist eine meterspurige Schweizer Schmalspurbahn. Sie verbindet seit 1890 Le Locle im Neuenburger Jura mit dem Dorf und beliebten Ausflugsziel Les Brenets und wird von den Transports Publics Neuchâtelois (Kurzname TransN) betrieben.

## Geschichte

### Vorgeschichte
Die ersten Studien, aus den 1850er Jahren, um die Schweiz und Besançon zu verbinden, orientierten sich an einer Meterspurbahn durch Les Brenets. Eine Konzession wurde 1853 den Chemin de Fer du Jura industriel für die Strecke Besançon – Les Brenets – Le Locle – La Chaux-de-Fonds – Les Convers – Saint-Imier – Seeland erteilt. Dieses Projekt wurde nie realisiert.
Schliesslich wurde die Verbindung zwischen der Schweiz und Frankreich 1884 mit der Bahnstrecke Neuchâtel–Le Locle-Col-des-Roches durch den Col des Roches in Normalspur realisiert. Sie führt also nicht durch Les Brenets.

### Errichtung und Inbetriebnahme
Die Bahnstrecke Le Locle–Les Brenets wurde durch die damalige Compagnie des Chemins de fer Régional des Brenets in Meterspur erstellt und 1890 in Betrieb genommen.

### Elektrifikation
Nach dem Zweiten Weltkrieg wurde die Bahnstrecke modernisiert und elektrifiziert. Der elektrische Betrieb mit einer Gleichspannung von 1500 Volt wurde am 1. Juli 1950 aufgenommen.

### Pläne zur Umspurung oder Stilllegung
Da die Strecke gegen das Behindertengleichstellungsgesetz verstösst und für eine Anpassung an dieses Investitionen wie eine Erhöhung der Bahnsteige und die Anschaffung neuer Triebwagen erforderte, wurde ab etwa 2010 die Umspurung auf Normalspur diskutiert. Dies würde eine Durchbindung von Zügen von La Chaux-de-Fonds und die flexiblere Nutzung der Gleise im Bahnhof Le Locle erlauben und den Inselbetrieb beenden. 2014 wurde in einer Studie die Möglichkeit einer Umspurung mit Anpassung des Lichtraumprofils, der Bogenradien und der Elektrifikation zu ergründen, um so eine Verbindung Les Brenets – La Chaux-de-Fonds ohne Umsteigen zu ermöglichen, untersucht. Darin wurden die Kosten für einen Umbau mit rund 36 Millionen Franken, mit Reserve 41 Millionen Franken angegeben und bei einem Busanschluss nach Villers-le-Lac ein Potenzial von werktäglich 1000 Fahrgästen prognostiziert.
Am 10. September 2013 wurde ein Verein gegründet, mit dem Ziel, diese Linien zu entwickeln. Es gab Anzeichen, dass die Strecke gefährdet ist.
Vom 4. August 2017 bis zum 16. April 2018 musste der Betrieb eingestellt werden, weil es am 26. Juli 2016 sowie am 11. und 27. Juli 2017 zu Achsbrüchen und in zwei Fällen zu Entgleisungen gekommen war. Ein Bahnersatzbus musste den Verkehr aufrechterhalten, bis die Triebwagen mit neu konstruierten Achsen ausgerüstet waren.
Beim Sturm vom 24. Juli 2023 wurde die Oberleitung von umstürzenden Bäumen beschädigt und die Strecke gesperrt. Die Oberleitung wurde aus Schweizer Bundesmitteln wieder saniert und der Betrieb am 1. November 2023 wieder aufgenommen.
Nach ursprünglichen Plänen, die Bahnstrecke im Dezember 2023 stillzulegen, wurde der Betrieb zunächst mindestens um das Jahr 2024 verlängert. Ende 2023 beschloss der Staatsrat des Kantons Neuenburg einen Weiterbetrieb mindestens über die Dauer der Bauarbeiten an der Umfahrung von Le Locle bis 2031.  Der Staatsrat sah 2020 die auf 35 bis 45 Millionen Franken geschätzten Kosten für eine Modernisierung der Bahn als zu hoch für die relativ geringe Frequentierung. Nach Plänen von 2020 sollten nach einer Stilllegung Batteriebusse verkehren, die zwischen Le Locle und Les Frêtes das bis dahin asphaltierte Bahntrassee nutzen werden. Der Umbau würde durch den Bahninfrastrukturfonds finanziert.

## Streckenbeschreibung

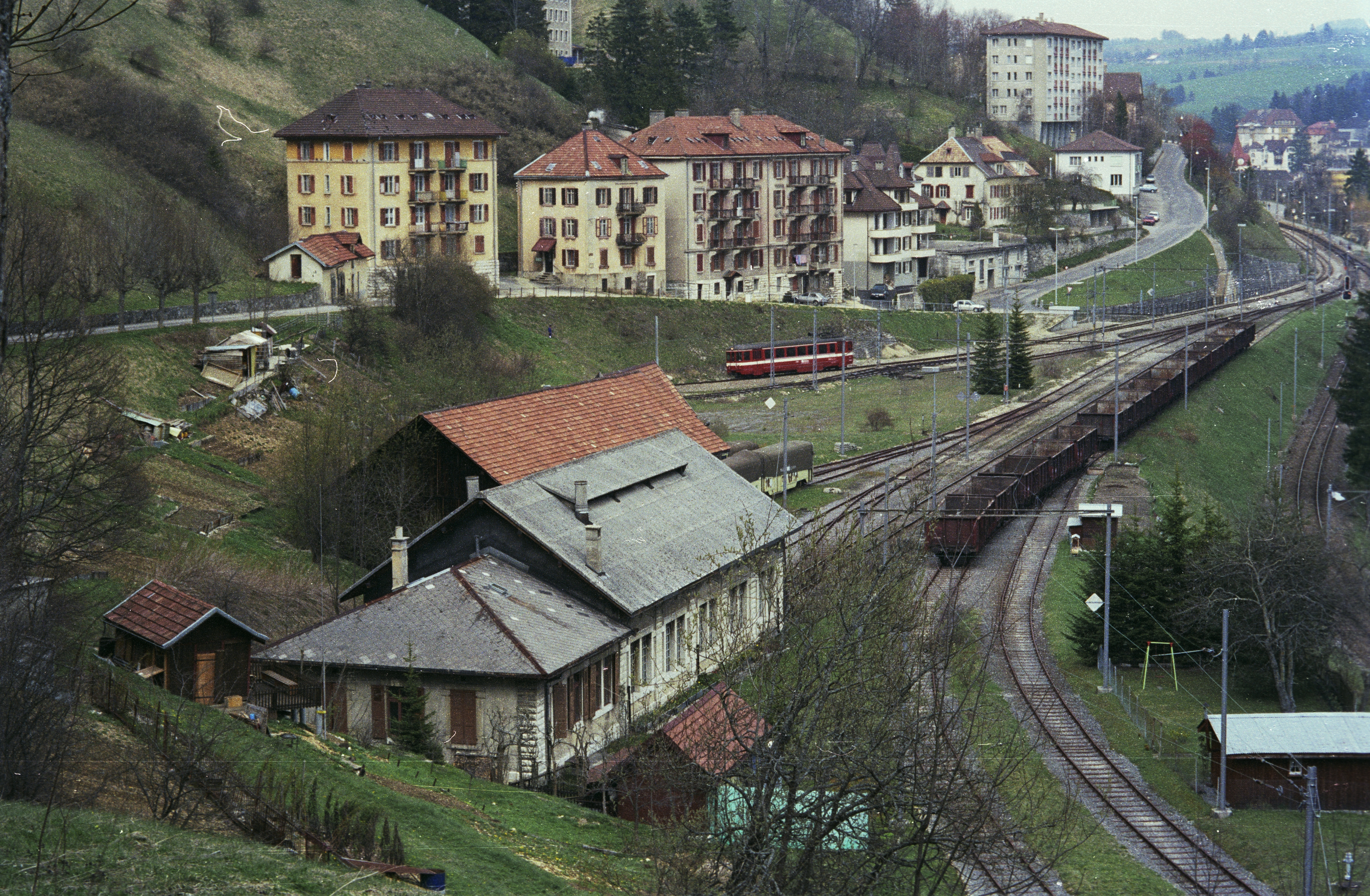
Zwei Spurweiten in Le Locle

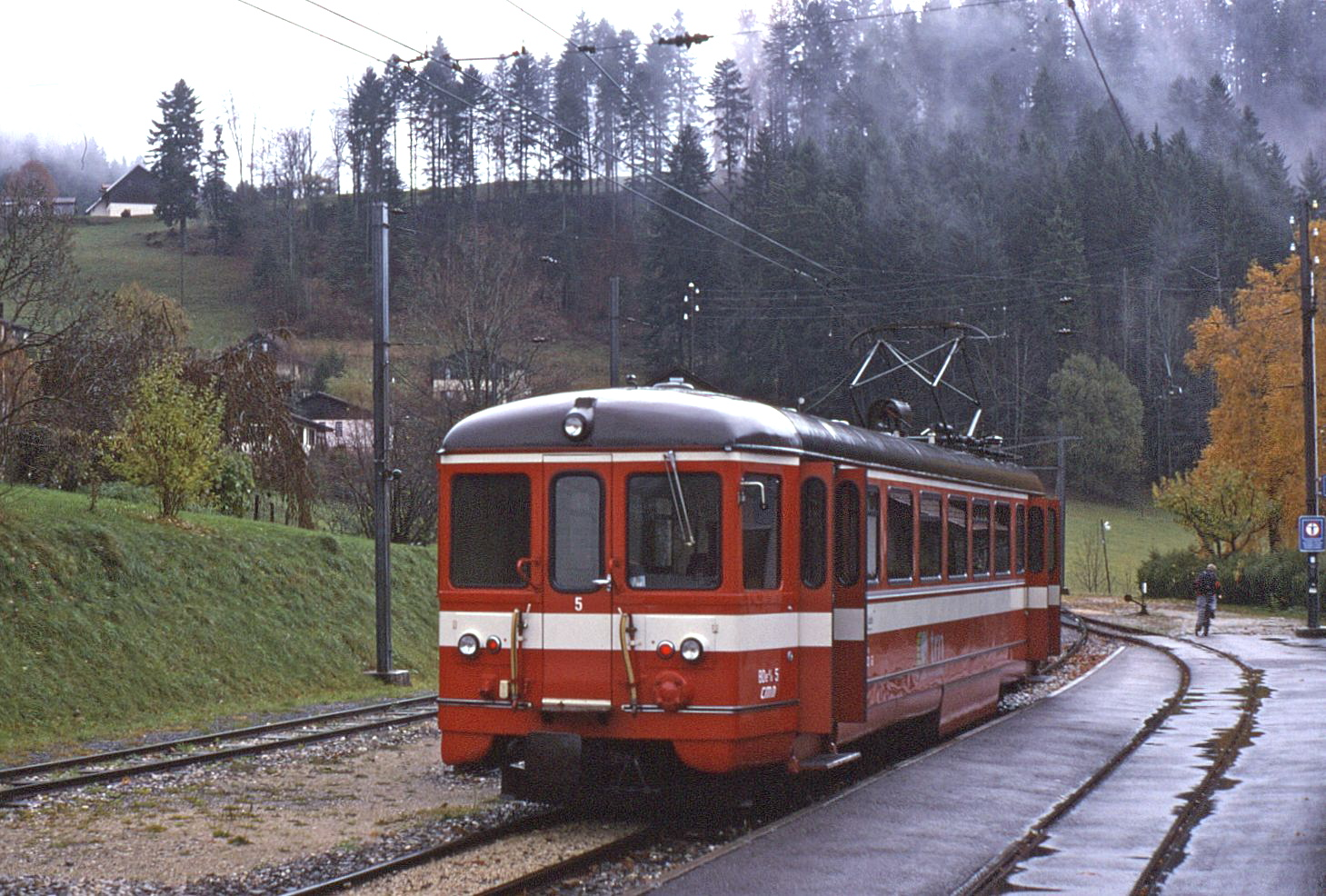
Triebwagen 5 im Endbahnhof Les Brenets (1998)

Die Bahnstrecke Le Locle–Les Brenets misst gut vier Kilometer. Sie ist einspurig. Zu anderen Meterspurbahnen besteht keine Gleisverbindung. Dadurch bildet sie einen Inselbetrieb.

### Verlauf
Die Strecke beginnt im Bahnhof Le Locle, der sich auf 946 m über Meer und rund 30 m über dem Stadtzentrum befindet. Mit einer Neigung von bis zu 30 ‰ sinkt die Strecke um 73 m durch bewaldetes Gebiet bis zum Endbahnhof Les Brenets. Dieser befindet sich auf 873 m über Meer, rund 25 m über dem Dorfzentrum und 173 m über dem Seespiegel des Lac des Brenets, einem natürlich aufgestauten See im Flusstal des Doubs.

### Betriebsstellen
Im Bahnhof Le Locle ist das einzige schmalspurige Gleis das Gleis 3, das sich mit dem durch einen Prellbock abgetrennten normalspurigen Gleis 2 einen Aussenbahnsteig teilt.
Die Bahnstrecke weist heute nur noch in Les Brenets eine mehrgleisige Anlage auf, die zur dortigen Depotanlage und Werkstätte gehört. Die Oberleitung von Gleis 1 ist stromlos und geerdet. Das Stationsgebäude wird bewohnt.

### Kunstbauwerke
Mehr als ein Viertel der Strecke liegt in drei Tunneln von zusammen 1050 Meter Länge.

## Fahrzeugeinsatz
Im Jahr der Elektrifikation der Strecke 1950 wurden Neufahrzeuge von Reggiane, Tecnomasio Italiano Brown Boveri und Société Anonyme des Ateliers de Sécheron angeschafft: die zwei Elektrotriebwagen BDe 4/4 Nr. 3 und 5 sowie der Steuerwagen Bt 12. 1986 wurden die Wagenkasten modernisiert. Im April 2025 war nur BDe 4/4 Nr. 3 einsatzfähig und der andere Triebwagen in Reparatur.

## Verkehr
Die Strecke wird im Personennahverkehr im ungefähren Stundentakt zwischen Le Locle und Les Brenets bedient. Die planmäßige Fahrzeit beträgt dabei mit den beiden Zwischenhalten auf Verlangen sieben Minuten pro Richtung.
Güterverkehr findet nicht statt.